# 125718 Jemasalomon
125718 Jemasalomon è un asteroide della fascia principale. Scoperto nel 2001, presenta un'orbita caratterizzata da un semiasse maggiore pari a 2,4671303 UA e da un'eccentricità di 0,1127331, inclinata di 3,87431° rispetto all'eclittica.